# Diccionario Griego-Español
El Diccionario Griego-Español, también llamado DGE, es un diccionario de griego antiguo compilado por el CSIC. Aspira a convertirse en el más completo y actualizado, empleando métodos lexicográficos modernos para la organización interna de sus artículos.

## Creación y contexto
Constituye el último eslabón dentro de la larga tradición lexicográfica europea de diccionarios generales del griego antiguo, cuyo comienzo se puede fijar en el Thesaurus Graecae Linguae de Henri Estienne (París, 1572), y parte del nivel alcanzado por su inmediato predecesor, la novena edición (Oxford 1925–1940) del Diccionario Liddell-Scott-Jones (LSJ).
El diccionario viene publicándose volumen a volumen desde 1980. Se realiza en el Departamento de Filología Greco-Latina del Instituto de Filología del CSIC (Madrid) bajo la dirección de Francisco Rodríguez Adrados, Juan Rodríguez Somolinos y Elvira Gangutia.
A lo largo de los años este proyecto ha contado con el apoyo económico del Ministerio de Educación en diversas formas (especialmente mediante proyectos de investigación con cargo al Plan Nacional) y puntualmente con el de fundaciones tales como la Fundación Juan March o la Fundación Leventis.

## Objetivos
Sus objetivos en un origen eran más modestos que los actuales. Se intentaba, para llegar a un público universitario, adaptar al español los mejores diccionarios griegos en circulación suplementándolos en las parcelas más desatendidas, sustituyendo sus ediciones, con frecuencia muy antiguas, por otras más recientes y mejores, y también corrigiendo sus eventuales errores, etc. Pero la tarea de realizar un nuevo diccionario de griego era imperiosa. El trabajo ha consistido en recopilar el mayor número de materiales de base junto con la utilización de los métodos lexicográficos más avanzados en la lingüística moderna. El citado LSJ se había quedado ya atrasado a pesar de sus suplementos. Como innovaciones importantes respecto a la versión inglesa, se ha ido incluyendo el griego micénico, el léxico cristiano y los nombres propios y topónimos. Y además todo el léxico de fuentes literarias y documentales, nuevas ediciones críticas, textos epigráficos y papiros nuevos publicados, no sin considerar el campo de la etimología y su gran desarrollo por parte de los indoeuropeístas durante el siglo XX.

## Características
Es un diccionario de autoridades de amplia extensión que tiene en cuenta los modernos avances de la semántica lingüística y la lexicografía. Refleja lo más importante del léxico de todos los autores literarios y textos documentales desde la época micénica hasta el final de la Antigüedad, aprovechando la más reciente bibliografía sobre lexicografía, lexicología, semántica, lingüística y etimología del griego antiguo.
La extensión del DGE triplica aproximadamente a la del LSJ. Introduce criterios semánticos modernos en la organización interna de los artículos. En el volumen de Introducción a la Lexicografía griega, quedan sentadas las bases teóricas de la obra, además de los prólogos de cada uno de los siete volúmenes aparecidos hasta ahora.